# Vostok 6
Vostok 6 (în rusă Восток-6, Orient 6 sau Est 6) a fost primul zbor spațial uman la care a luat parte o femeie, cosmonauta Valentina Tereșkova. Ea a devenit astfel prima femeie și primul civil în spațiu. Nava spațială a fost lansată la 16 iunie 1963 și a colectat date despre reacția organismului femeii la zborul spațial. Ca și alți cosmonauți din misiunile Vostok, ea a ținut un jurnal de zbor, a făcut fotografii și a orientat manual nava. Fotografiile efectuate de ea și reprezentând orizontul văzut din spațiu au fost utilizate ulterior pentru a identifica straturile de aerosol din atmosferă. Misiunea, zbor comun cu Vostok 5, a fost concepută ca misiune comună a două nave Vostok fiecare cu câte o femeie la bord, dar aceasta s-a schimbat după ce s-au efectuat unele reduceri de costuri în vederea reorganizării programului drept componentă a programului Voshod. Vostok 6 a fost ultimul zbor al unei nave spațiale Vostok 3KA și ultimul al programului Vostok.
Vostok 6 a aterizat la 53°12′34″N 80°48′14″E / 53.209375°N 80.80395°E, anume la 200 km vest de Barnaul, regiunea Altai din RSFS Rusă, la 7 km sud de Baevo, la 650 km nord-est de Karagandî, RSS Kazahă. La locul aterizării, într-un mic parc pe marginea drumului, se află o statuie a Valentinei Tereșkova, cu brațele întinse, în vârful unei coloane curbate. Statuia o înfățișează purtând un costum spațial fără cască.
Capsula este expusă astăzi la Muzeul RKK Energhia din Koroliov (lângă Moscova).